# Калонас, Миндаугас
Ми́ндаугас Кало́нас (лит. Mindaugas Kalonas; 28 февраля 1984, Вильнюс, Литовская ССР, СССР) — литовский футболист, полузащитник.

## Биография
Миндаугас Калонас родился в Вильнюсе. Воспитанник местного клуба «Жальгирис». В 2002 году в возрасте 18 лет перешёл в российский клуб «Динамо» (Москва), в котором сыграл за дубль 22 матча и забил 4 гола. Затем играл за дубль «Рубина» — 32 игры, 5 голов. Проходил просмотр в португальском клубе «Брага».
Позже отправился в латвийский клуб «Металлург» (Лиепая), в котором в 2005 году стал чемпионом Латвии, а в 2006 — обладателем Кубка Латвии. В 2007 году вновь вернулся в Россию, в клуб «Кубань», но там в основном играл за дубль, проведя за первую команду только один матч.
Затем перешёл в латвийский клуб «Рига». Играя за «Ригу» в розыгрыше Кубка Интертото, обратил на себя внимание ирландского клуба «Богемианc», который решил его приобрести летом 2008 года. За полгода он стал одним из лидеров команды, проведя 12 матчей и забив 6 голов. По итогам сезона завоевал титул чемпиона Ирландии, а его гол в послематчевой серии пенальти принёс команде Кубок Ирландии.
Зимой 2009 года перешёл в запорожский «Металлург». Всего за «Металлург» провёл 31 матч и забил 1 гол в чемпионате Украины, в Кубке провёл 1 матч. Также сыграл в 10 матчах молодёжного первенства Украины. В начале 2011 года побывал на просмотре в лиепайском «Металлурге».
Летом 2012 года перешёл в польский «ОКС Стомил». В команде взял 8 номер.

## Достижения
Металлург (Лиепая)
- Чемпион Латвии: 2005
- Обладатель Кубка Латвии: 2006
- Победитель Балтийской лиги: 2007

Богемианс (Дублин)
- Чемпион Ирландии: 2008
- Обладатель Кубка Ирландии: 2008

Личные
- Футболист года в Литве 2013